# 탄자니아의 행정 구역

탄자니아의 행정 구역은 30개의 주와 여러 개의 윌라야로 구성되어 있다.

## 같이 보기
- 탄자니아의 주